# كونستانتينوس روجالاس
كونستانتينوس روجالاس (باليونانية: Κωνσταντίνος Ρουγκάλας)‏ (13 أكتوبر 1993 بباتراس في اليونان - ) هو لاعب كرة قدم يوناني في مركز الدفاع. شارك مع منتخب اليونان تحت 17 سنة لكرة القدم ومنتخب اليونان تحت 19 سنة لكرة القدم. أما مع النوادي، فقد لعب مع آود هيفرلي لوفين وأتلتيكو مدريد ب وإيرغوتيليس ونادي أولمبياكوس وFostiras F.C. ‏ ونادي إيراكليس.

## وصلات خارجية
- كونستانتينوس روجالاس على موقع الاتحاد الأوربي (الإنجليزية)
- كونستانتينوس روجالاس على موقع قاعدة بيانات كرة القدم.إي يو (الإنجليزية)
- كونستانتينوس روجالاس على موقع Soccerway.com (الإنجليزية)